# Arab-tenger
Az Arab-tenger (arabul بحر العرب; Baḥr al-ʿArab) az Indiai-óceán része, Indiától nyugatra, Pakisztántól és Irántól délre, az Arab-félszigettől keletre. Déli határa hozzávetőlegesen a szomáliai Guardafui-fokot és az indiai Komorin-fokot összekötő vonal. Az Arab-tenger a Hét tenger egyike.
Legnagyobb szélessége mintegy 2400 kilométer, legnagyobb mélysége 4652 méter. A legnagyobb beléömlő folyó az Indus.
Délnyugaton az Ádeni-öböl köti össze a Báb el-Mandeb szoroson keresztül a Vörös-tengerrel, északnyugaton pedig a Hormuzi-szoroson át az Ománi-öböl a Perzsa-öböllel. Kisebb öblei: az indiai partokon a Khambati-öböl és a Kutchi-öböl. 
Szigete kevés van, ezek közül a legfontosabbak csoportok: az afrikai partok közelében Szokotra, Indiához közel pedig Laksadíva szigetei.
Közép-Indiai partvidékének neve Kónkan-part, a délié Malabár-part.

## Országok
Hat ország fekszik az Arab-tenger partján.
- Egyesült Arab Emírségek
- Omán
- Jemen
- Irán
- Pakisztán
- India